# Ормелі Володимир Юрійович
Володимир Юрійович Ормелі (нар. 23 липня 1951, Сімферополь, РРФСР) — український і російський громадський діяч, голова Асоціації кримських караїмів «Кримкарайлар» (2001-2013), почесний голова Громадської організації «Регіональна національно-культурна автономія кримських караїмів Республіки Крим». Заслужений працівник культури Автономної Республіки Крим (2004) і України (2006).

## Життєпис
Народився 23 липня 1951 року в Сімферополі в караїмській родині. З 1966 до 1967 року-учень фрезерувальника, фрезерувальник на заводі «Сільгоспдеталь», з 1967 по 1968 рік працював слюсарем иа фрезерувальником на Сімферопольському арматурному заводі, в 1971-1973 роках був керівником кінофотостудії Будинку культури УВС Кримоблвиконкому. З 1973 року працює фотографом-лаборантом, завідувачем фотолабораторією, а далі інспектором й старшим інспектором служби режиму заводу «Фіолент». У 1980 році закінчив історичний факультет Сімферопольського державного університету імені Фрунзе за фахом «викладач історії».

## Громадська діяльність
З моменту утворення Асоціації кримських караїмів «Кримкарайлар» є її активним членом. 7 липня 2001 обраний головою Асоціації кримських караїмів Автономної Республіки Крим, а в 2005 році одночасно й головою Всеукраїнської Асоціації кримських караїмів. У 2003 році на з'їзді кримських караїмів обраний членом Вищої ради кримських караїмів України, а в 2007 році його головою. На звітно-перевиборних конференціях, які відбулися в Сімферополі 30 січня 2011 року, переобраний на нові терміни головою Асоціації кримських караїмів «Кримкарайлар» та головою Всеукраїнської Асоціації кримських караїмів «Кримкарайлар». 28 квітня 2013 року на звітно-перевиборній конференції Асоціації «Кримкарайлар» був обраний її Почесним головою.
З 2006 року — радник Голови Верховної Ради АР Крим, член Ради з людської безпеки та розвитку при Голові Верховної Ради АР Крим. Член міжнаціональної і Громадської гуманітарної рад при Раді міністрів АР Крим, робочої групи з організації постійно діючого «круглого столу» для обговорення актуальних проблем в сфері міжнаціональних відносин в АР Крим. Входив до складу оргкомітетів з підготовки та проведення II Міжнародного фестивалю кримськотатарської і тюркської культур «Гезльов к'апуси — Східний базар» у 2005 році й з проведенню I Міжнародного етнографічного фестивалю «Караї збирають друзів» в 2007 році . Був членом робочої групи з вивчення питань, пов'язаних з відновленням історичної топоніміки Криму. 
Виступав за офіційне визнання Україною караїмів корінним народом. У 2013 році підписав звернення до президента України В. Януковича з проханням надати статус «національної святині» фортеці Чуфут-Кале і кладовищу Балта-Тіймєз, а також передати ці об'єкти в безстрокове безоплатне користування караїмської громади.
Після окупації Криму Російською Федерацією, рішенням Президії Держради Республіки Крим від 21 березня 2014 року увійшов до складу Конституційної комісії Республіки Крим з підготовки проекту Конституції Республіки Крим.
У березні 2014 року в інтерв'ю Єврейському телеграфному агентству заявив, що в Криму більшість караїмів підтримують анексію Криму Росією й голосували за це. 14 серпня 2014 року, виступаючи від імені караїмів і кримчаків, зазначив: «Наші два народи підтримують возз'єднання Криму з Росією. І коли ми розмовляємо з представниками наших народів, то однозначно більшість за це возз'єднання».

## Нагороди та звання
- Почесна грамота Ради міністрів Автономної Республіки Крим (2002) — за внесок в розвиток національних культур, зміцнення міжнаціональної злагоди в Автономній Республіці Крим та в зв'язку зі святкуванням Дня Соборності України[18].
- Почесне звання «Заслужений працівник культури Автономної Республіки Крим» (2004) — за багаторічну сумлінну працю, високий професіоналізм та у зв'язку з Днем Конституції України[19].
- Почесне звання «Заслужений працівник культури України» (2006) — за вагомий особистий внесок у державне будівництво, утвердження конституційних прав і свобод громадян, соціально-економічний і духовний розвиток України[20].
- Орден «За заслуги» III ступеня (2010) — за вагомий особистий внесок у справу консолідації українського суспільства, розбудову демократичної, соціальної правової держави та з нагоди Дня Соборності України[21].
- Відзнака Автономної Республіки Крим «За вірність обов'язку» (2012) — за значний особистий внесок у соціально-економічний і культурний розвиток Автономної Республіки Крим, багаторічну сумлінну працю, високий професіоналізм та у зв'язку з Днем Автономної Республіки Крим[22].
- Премія Автономної Республіки Крим у номінації «Внесок у миротворчу діяльність, розвиток і процвітання Криму» (2012) — за активну просвітницьку, миротворчу діяльність та освітлення міжнаціональних відносин[23]
- Ювілейна медаль Республіки Крим «В ознаменування п'ятої річниці возз'єднання Криму з Росією 2014-2019» (2019).

Має почесний знак Державного комітету України у справах національностей та міграції «За особистий вагомий внесок у зміцнення миру та міжнаціональної злагоди в Україні» (2005), почесний знак Міністерства культури України «За досягнення в розвитку культури і мистецтв». На заводі «Фіолент» не раз відзначений грамотами, в тому числі Радміну АР Крим (2001), вдячністю Постійного Представника Президента України в Криму, занесений на Алею передовиків, в книгу Пошани.

## Сім'я
Батько — Юрій Езровіч Ормелі (1917-1981), викладач фізики, ветеран Німецько-радянської війни. Мати — Тетяна Олексіївна Шапшал, лікар, внучата племінниця С. М. Шапшала. Сестра — Лідія Юріївна Ормелі.
Дружина - Аннушка Захарівна Мкртчян, вірменка. Мають двох дітей: дочку Тетяну, 1975 року народження, і сина Юрія, 1977 року народження.